# Verbandsgemeinde Göllheim
La comunità amministrativa di Göllheim (Verbandsgemeinde Göllheim) si trova nel circondario del Donnersberg nella Renania-Palatinato, in Germania.

## Comuni
Fanno parte della comunità amministrativa i seguenti comuni:
| Comune, città             | Sup. (km²) | Abitanti |
| ------------------------- | ---------- | -------- |
| Albisheim (Pfrimm)        | 10,74      | 1 826    |
| Biedesheim                | 6,32       | 606      |
| Bubenheim                 | 2,94       | 431      |
| Dreisen                   | 9,03       | 963      |
| Einselthum                | 5,51       | 819      |
| Göllheim                  | 18,02      | 3 855    |
| Immesheim                 | 2,99       | 133      |
| Lautersheim               | 3,72       | 620      |
| Ottersheim                | 2,74       | 357      |
| Rüssingen                 | 4,84       | 527      |
| Standenbühl               | 1,25       | 190      |
| Weitersweiler             | 4,52       | 495      |
| Zellertal                 | 6,94       | 1 127    |
| Verbandsgemeinde Göllheim | 79,53      | 11 949   |

(Abitanti al 31 dicembre 2021)